# Домашка, Михал

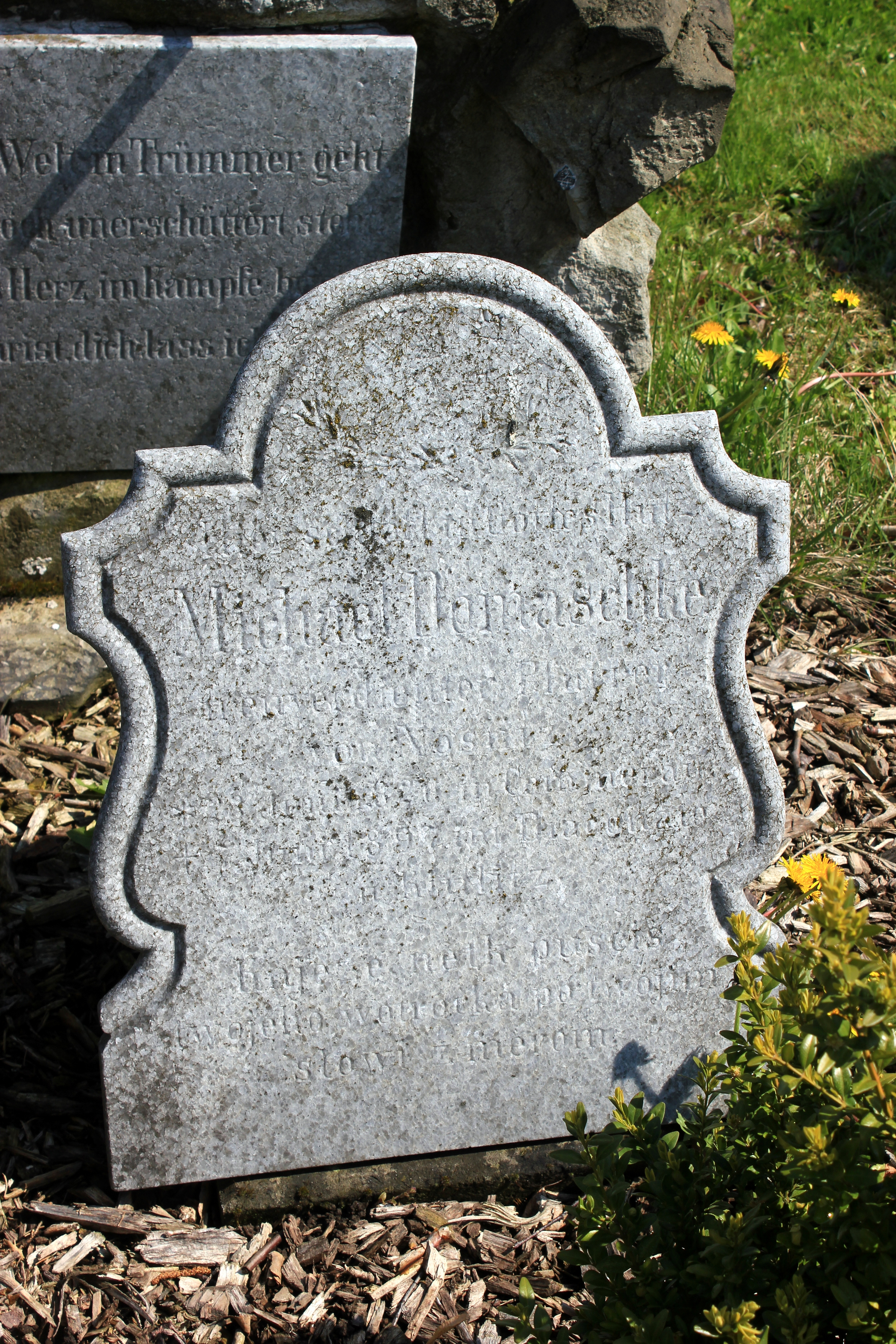
Надгробный памятник на кладбище деревни Кетлицы

Ми́хал До́машка (в.-луж. Michał Domaška, 23 марта 1820 года, деревня Коморов около Будишина, Саксония — 7 июня 1897 года, деревня Кетлицы около Лебау, Саксония) — лютеранский священнослужитель, серболужицкий писатель и поэт.

## Биография
Родился 23 марта 1820 года в лужицкой деревне Коморов около Будишина в крестьянской семье. С 1835 года по 1842 год обучался в гимназии в Будишине. Во время обучения был одним из основателей студенческого братства «Societas Slavica Budissinensis». С 1842 года по 1845 год изучал теологию в Лейпциге. После обучения был рукоположен в священника. С 1846 года по 1849 год был викарием в лютеранском приходе в Дельни-Вуезде, затем — до 1892 года настоятелем в деревне Носачицы. В 1847 году был одним из основателей серболужицкой культурно-просветительской организации «Матица сербская». Подписал учредительное воззвание «Wulku próstwu Serbow». В 1849 году был назначен настоятелем. С 1887 года по 1897 год был редактором лютеранского журнала «Misionski Posol». На этой должности находился до выхода на пенсию в 1892 году.
Во время революции 1848 года придерживался либеральных взглядов. Публиковал свои статьи в газете «Tydźenska Nowina», которую издавал Ян Арношт Смолер.
В 1882 году опубликовал в литературном журнале «Łužica» под псевдонимом Шиман (Šyman) автобиографическую повесть «Bratřik a sotřička» (Братик и сестричка).
Написал стихотворение «Naše serbstwo z procha stawa» (Наше сербство из праха восстанет), которое часто использовалось среди лужичан в качестве неофициального гимна во время нацистского режима.
Скончался 7 июня 1897 года в серболужицкой деревне Кетлицы.
Отец лютеранского пастора и серболужицкого писателя Франца Морица Домашки.

## Сочинения
- Adwentska harfa, Budyšin, 1864;
- Póstna harfa, Budyšin, 1865;
- Zionske hłosy, Budyšin, 1868.